# Estadi Lluís II
L'estadi Lluís II (en francès: Stade Louis II), és un estadi del Principat de Mònaco dedicat principalment a la pràctica del futbol, amb una capacitat de 18.500 espectadors, comptant a més amb una pista d'atletisme, un centre poliesportiu i un centre nàutic. Serveix com a seu dels partits de l'AS Monaco i la selecció de futbol de Mònaco.

## Història
L'estadi fou inaugurat el 25 de gener de 1985 per Rainier III de Mònaco, amb el nom del seu avi, Lluís II de Mònaco. Aquest gran complex esportiu es construí a Fontvieille, barri industrial de Mònaco guanyat al mar.
Des de 1998 és la seu on es disputa cada any la final de la Supercopa d'Europa de futbol, així com les diferents gales de la UEFA pels sortejos de la Copa d'Europa i la Copa de la UEFA. També fou la seu de la final de la Recopa d'Europa de futbol de l'any 1986 en la qual el Dinamo Kyiv s'imposà per 3-0 a l'Atlètic de Madrid.